# جيمس كينغ (مزارع الكروم)
جيمس كينغ (بالإنجليزية: James King)‏ هو مزارع الكروم أسترالي، ولد في 1800، وتوفي في 29 نوفمبر 1857.